# 无锡工艺职业技术学院
无锡工艺职业技术学院，是位于江苏省无锡市的一所公办全日制普通专科学校。

## 历史
- 1933年创办，校名：江苏省立宜兴陶瓷科职业学校。
- 1958年更名为陶都工业大学。
- 1959年调整为江苏省宜兴陶瓷工业学校。
- 1985年更名为江苏省宜兴轻工业学校（宜兴立信会计学校）。
- 2004年江苏省政府发布《省政府关于建立无锡城市职业技术学院等8所高等职业学校的通知》[2]：7月在宜兴轻工业学校、江苏广播电视大学宜兴学院基础上，建立无锡工艺职业技术学院，同时撤销宜兴轻工业学校建制。

## 事件
- 2024年11月16日晚，发生持刀无差别杀人事件， 共造成8人死亡，17人受伤。[3][4]